# Okręg Frauenfeld
Frauenfeld (niem. Bezirk Frauenfeld) – okręg w Szwajcarii, w kantonie Turgowia. Siedziba administracyjna okręgu znajduje się w miejscowości Frauenfeld.  
Okręg składa się z 23 gmin (Gemeinde) o powierzchni 279,61 km² i o liczbie mieszkańców 70 418.

## Gminy
1. Basadingen-Schlattingen
2. Berlingen
3. Diessenhofen
4. Eschenz
5. Felben-Wellhausen
6. Frauenfeld
7. Gachnang
8. Herdern
9. Homburg
10. Hüttlingen
11. Hüttwilen
12. Mammern
13. Matzingen
14. Müllheim
15. Neunforn
16. Pfyn
17. Schlatt
18. Steckborn
19. Stettfurt
20. Thundorf
21. Uesslingen-Buch
22. Wagenhausen
23. Warth-Weiningen